# Olivier Fontenette
Olivier Fontenette est un footballeur français, né le 13 janvier 1982 à Versailles (Yvelines).

## Biographie
Il a été international dans les équipes de France de jeunes : junior, moins de 17 ans et moins de 18 ans.
Il a joué successivement au Paris Saint-Germain B 1999-02 ; au FC Gueugnon 2002-03 (L2) ; à l'AS Cherbourg 2003-05 (National) ; au KSK Beveren, Belgique 2005-06 (L1), au Stade de Reims 2006-2008 (L2) et KV Courtrai 2008-2009(L1)
Fin juillet 2009, il effectue un essai au Vannes OC